# Sweet Home (película)
Sweet Home (スウィートホーム Suwīto Hōmu) es una película japonesa de terror dirigida por Kiyoshi Kurosawa y producida por Juzo Itami, estrenada en Japón el 21 de enero de 1989. El film es conocido por haber sido el proyecto paralelo de un videojuego del mismo nombre desarrollado por Capcom, que más tarde inspiraría la franquicia Resident Evil.

## Argumento
Al igual que en el videojuego, el argumento de esta película gira alrededor de un equipo televisivo que quiere hacer un documental sobre una mansión abandonada, aunque se descubre que en realidad es solo una farsa para robar una obra de arte de su antiguo dueño.
La historia sigue a un equipo de cinco personas —un director de documentales, su hija, una restauradora de arte, un camarógrafo y una enfermera— que ingresan a la antigua y abandonada mansión del famoso pintor Ichirō Mamiya, con la intención de recuperar y filmar sus frescos ocultos. Sin embargo, al entrar, despiertan el espíritu de Lady Mamiya, la esposa del pintor, quien enloqueció tras la muerte accidental de su hijo pequeño. Su espíritu comienza a atormentar al grupo, revelando una historia trágica de obsesión, duelo y rituales macabros.

## Personajes
Kazuo
Es el líder del grupo y jefe del documental, su esposa murió antes de la exploración a la mansión.
Akiko
Ella está enamorada de Kazuo, además es enfermera. Ella es atormentada por Mamiya.
Taro o Taguchi
Él es camarógrafo, y va con Asuka.
Asuka
Es restauradora de arte y ella presenta el documental, suele ser poseída por mamiya y recita frases en las que amenaza de muerte a sus "compañeros" y en las que exigen que le devuelvan a su hijo.
Emi
Es la hija de Kazuo y va con el a la mansión, ella es poseída por Mamiya creyendo que es su madre.
Mamiya
Mamiya es la antagonista de la película, su hijo murió dentro de un horno y Mamiya decidió matar a niños para que ellos acompañanaran a su hijo en su próxima vida. Después se suicidio y su alma quedó en la mansión, cuando Kazuo y su equipo entran a la mansión, ella pretende hacer que el equipo abandone la casa de manera sangrienta.
Ichirou
Marido de Mamiya, un famoso pintor que dibujó el cuadro en un cuarto grande de la mansión.
Yamamura
Un misterioso anciano que trabaja en una gasolineria, él sabe sobre la maldición de Mamiya.

## Relación con el videojuego
Sweet Home salió la misma fecha que el videojuego, todo ocurre en la mansión y los 5 personajes deben de pasar por ciertas habitaciones, realizando puzles y poder sobrevivir. Si es cierto que el primer Resident Evil de Playstation se iba a llamar Sweet Home y este si iba a estar basado en esta, pero ni él director ni la productora estuvieron de acuerdo, y en su lugar se cambió su guion y se creó resident evil.
Pese a su distribución limitada fuera de Japón, Sweet Home adquirió estatus de culto, principalmente debido al videojuego homónimo. El juego, dirigido por Tokuro Fujiwara en Capcom, incorporó mecánicas que posteriormente serían la base para Resident Evil (1996), como el diseño de mansión, inventario limitado, uso de llaves y narrativa ambiental.
- Datos: Q1509384